# Bis ans Ende der Welt (1991)
Bis ans Ende der Welt (engl. Until the End of the World; frz. Jusqu’au bout du monde) ist ein deutsch-französisch-australisches Filmdrama von Wim Wenders aus dem Jahr 1991. Der Film startete am 12. September 1991 in den deutschen Kinos.

## Handlung
Der Film beginnt im November 1999 mit der Nachricht, ein indischer Satellit mit nuklearem Material an Bord sei außer Kontrolle geraten und nähere sich der Erde. Es besteht Grund zur Sorge, dass durch einen Absturz Teile der Menschheit und weite Landstriche verseucht werden könnten. Die USA planen, den Satelliten abzuschießen, was auf breiten internationalen Protest stößt, da man eine Kettenreaktion mit unvorhersehbaren Folgen befürchtet. Dieser Konflikt begleitet den ganzen Film und beeinflusst immer punktuell die Entwicklung, ist jedoch nicht die zentrale Handlung.
Erzählt wird die Geschichte der jungen, attraktiven Claire Tourneur aus der Perspektive ihres Ex-Freundes, des Schriftstellers Eugene Fitzpatrick. Sie hat sich vor kurzem von ihm getrennt und ist nun ziellos von Party zu Party unterwegs auf der Suche nach einem Sinn und einer Aufgabe. Als sie in einen Verkehrsstau gerät, der aus der Massenpanik wegen des Satelliten entstanden ist, setzt sie ihre Fahrt auf Nebenstraßen fort und kollidiert dort mit dem Wagen zweier Krimineller, die eine Bank auf dem Flughafen Nizza ausgeraubt haben. Claire erklärt sich dazu bereit, für einen großen Anteil die Beute nach Paris zu bringen. Unterwegs nimmt sie einen gewissen Trevor McPhee im Auto mit, der offenbar verfolgt wird, und verliebt sich sofort in ihn.
Claire liefert das Geld bei ihrem Freund in Paris ab, nimmt ihren Anteil und begibt sich damit auf die Suche nach Trevor. Der deutsche Detektiv Phillip Winter unterstützt sie dabei. Unterwegs finden sie heraus, dass Trevors richtiger Name Sam Farber lautet. Sam wird wegen diverser krimineller Vorwürfe in aller Welt gesucht, auf seinen Kopf steht eine hohe Belohnung. Es folgt eine Verfolgungsjagd rund um den Globus. Sam hat schließlich Claire, Eugene, einen der zwei Bankräuber sowie diverse Kopfgeldjäger und Winter, der auch auf die Belohnung spekuliert, im Schlepptau, die durch witzige Zufälle immer wieder aufeinandertreffen und sich wieder trennen. Stationen sind unter anderem Berlin, Lissabon, Moskau, Wladiwostok, Tokio, San Francisco sowie zuletzt der australische Busch.
Erst nach und nach versteht Claire (und damit auch der Zuschauer) die Zusammenhänge: Sam ist tatsächlich im Auftrag seines Vaters, Dr. Henry Farber, unterwegs zu Verwandten in aller Welt, um ihre Grüße mit einer von Henry erfundenen Spezialkamera aufzunehmen. Diese Bilder sollen anschließend seiner Mutter Edith, die als Kind erblindete und ihre eigene Familie niemals gesehen hat, direkt ins Gehirn projiziert werden. Die US-Regierung möchte dieses System unbedingt besitzen und hat daher das Kopfgeld von 500.000 US$ auf Sam ausgesetzt.
Während Sam mit Claire in einem Kleinflugzeug zum Labor seines Vaters fliegt, das in der australischen Wüste liegt, wird der indische Satellit von den Amerikanern abgeschossen. Der elektromagnetische Impuls setzt weltweit alle elektrischen Geräte still. Sam und Claire müssen mit Motorausfall notlanden und zu Fuß weitergehen. Nach einem anstrengenden Fußmarsch und Fahrt mit einem Motorrad werden sie erst von einem Lastzug mitgenommen (Dieselmotoren, von Hand angeworfen, können noch funktionieren), dann von einem Pick-up, in dem schon ihre Verfolger sind.
Gemeinsam fahren sie in das Aborigines-Kulturzentrum, bei dem sich das Geheimlabor von Dr. Henry Farber befindet, und erreichen es um die Weihnachtszeit. Nach einigen Schwierigkeiten gelingt es, die aufgenommenen Sequenzen in das Gehirn von Edith Farber zu projizieren. Vor allem Claire zeigt dabei überragende visuelle Fähigkeiten, die von ihr aufgenommenen Bilder haben beste Qualität. Das zusammengewürfelte Gefolge aus Verfolgern und Detektiven wächst unter dem Einfluss der in der Nähe des Labors lebenden Aborigines zusammen und fühlt sich rundum wohl, trotz der Ungewissheit, welcher Schaden durch den Abschuss weltweit entstanden ist, da alle elektrischen Kommunikationsmittel ausgefallen sind.
Während der Neujahrsfeier 1999/2000 verstirbt Edith, und Henry widmet sich einem weiteren kühnen Experiment: Er will nun die Fähigkeit seines Systems, Gehirnströme in visuelle Bilder umzuwandeln, auf Träume anwenden, zunächst weil er das Bild seiner Frau bewahren will, das jetzt nur noch in seinen Träumen lebt. Die Aborigines unter seinen Mitarbeitern protestieren vehement und kündigen ihm die Mitarbeit, hier sehen sie ein Tabu überschritten. Doch das Vorhaben gelingt, und schließlich besitzen Henry, Sam und Claire ihre bislang unbewussten nächtlichen Träume als Videoaufzeichnungen. Die erste Faszination darüber mündet jedoch in eine starke psychische Abhängigkeit: Die Menschen interagieren überhaupt nicht mehr, sondern beschäftigen sich ausschließlich mit ihren eigenen Träumen, versuchen sie zu entschlüsseln und zu beeinflussen.
Als Eugene, der sich zurückgezogen hat, um seinen Roman fertigzustellen, die Lage klar wird, entführt er Claire kurzerhand, um sie aus dieser Abhängigkeit zu reißen. Sobald die Batterien ihres Handmonitors leer sind, zeigt sie heftige emotionale Symptome wie bei einem Entzugssyndrom. Erst als ihr Eugene nach langer Zeit seinen fertigen Roman (über die gerade erlebte Geschichte) zu lesen gibt, kommt sie wieder zu sich selbst. Sam wird von seinem Bruder, einem Aborigine, von seiner „Traumsucht“ geheilt. Henry wird von einer CIA-Sondereinheit in die USA gebracht und stirbt dort, Sam findet nach einiger Zeit sein Grab.
Der Film endet mit Claires 30. Geburtstag. Sie setzt ihre hohen visuellen Fähigkeiten nun in einer Raumstation ein, die die Verschmutzung der Weltmeere überwacht. Die Freunde aus ihrem Abenteuer gratulieren ihr per Videokonferenz.

## Kritiken
Roger Ebert schrieb in der Chicago Sun-Times vom 17. Januar 1992, der Film werde seinem enormen Produktionsaufwand nicht gerecht. Er wirke wie ein Film, der erst gedreht und nachträglich geschrieben wurde, und er scheine auch schon vor Drehschluss geschnitten worden zu sein ("like a film that was photographed before it was written, and edited before it was completed").
Das Lexikon des internationalen Films bezeichnete den Film als „ehrgeizig“ und schrieb, er sei ein „gigantischer Reise-, Abenteuer-, Science-Fiction-, Musik- und Liebesfilm“, der die „Sucht nach Bildern“ thematisiere. Er sei „faszinierend in der Technik“ und „komplex in der Verarbeitung zahlloser Motive“, die Handlung biete jedoch „wenig Raum, um eine gefühlsmäßige Anteilnahme am Schicksal der Figuren zu entwickeln“.

## Auszeichnungen
Wim Wenders gewann mit Bis ans Ende der Welt 1992 den Gilde-Filmpreis in Gold.

## Hintergrund
Der Film wurde unter anderem in Berlin, Lissabon, Moskau, Paris, San Francisco, Tokio, Venedig und in Australien gedreht. Er spielte in den US-Kinos etwa 753.000 US-Dollar ein. In Frankreich zählte man rund 377.000 Kinobesucher. Der Film kam stark gekürzt in die Kinos und floppte. Zehn Jahre später fertigte Wim Wenders einen Director’s Cut an, der die fünfstündige Länge des Films wiederherstellt. Diese Fassung wurde nun zusammen mit vielen anderen seiner Filme von seiner neu ins Leben gerufenen Stiftung restauriert und digital neu abgetastet. Die restaurierte Fassung feierte am 7. Februar 2015 auf der Berlinale ihre Premiere.

## Soundtrack
Der Soundtrack wurde unter dem Titel Bis Ans Ende Der Welt (Original Filmmusik) (englischer Titel: Music From the Motion Picture Soundtrack Until the End of the World) im Januar 1991 veröffentlicht.
Darauf finden sich folgende Lieder:
1. Opening Title – Graeme Revell
2. Sax and Violins – Talking Heads
3. Summer Kisses, Winter Tears – Julee Cruise
4. Move With Me (Dub) – Neneh Cherry
5. The Adversary – Crime & the City Solution
6. What’s Good – Lou Reed
7. Last Night Sleep – Can
8. Fretless – R.E.M.
9. Days – Elvis Costello
10. Claire’s Theme – Graeme Revell
11. (I’ll Love You) Till the End of the World – Nick Cave and the Bad Seeds
12. It Takes Time – Patti Smith (With Fred Smith)
13. Death’s Door – Depeche Mode
14. Love Theme – Graeme Revell
15. Calling All Angels (Remix Version) – Jane Siberry with k.d. lang
16. Humans From Earth – T-Bone Burnett
17. Sleeping In the Devil’s Bed – Daniel Lanois
18. Until the End of the World – U2
19. Finale – Graeme Revell

Über die Aufnahme des Soundtracks von Nick Cave & The Bad Seeds in den Hansa-Tonstudios drehte Uli M Schueppel 1990 die Filmdokumentation The Song. Der Film wurde 2004 in einer Neufassung wieder veröffentlicht.
Der unter Ziffer 9. genannte und von Elvis Costello interpretierte Song Days wurde 1968 von den Kinks erstmals als Single veröffentlicht und von Ray Davies komponiert.
In dem Film ist auch eine spezielle Aufnahme des Liedes Blood of Eden von Peter Gabriel zu hören, die sich deutlich von der Aufnahme auf dessen Album Us unterscheidet. Diese Version findet sich auch auf dessen 2019 erschienenem Kompilations-Album Flotsam and Jetsam wieder.